# Хилдерих I
Хилдерих (ок. 440 – 481) е меровингски крал на Салическите франки, управлявал от 457 до смъртта си през 481 г.

## Управление
Той наследява Меровей през 457/458 и със своето франкско племе се настанява в Турне (на френски: Tournai), който избира за своя столица. Хилдерих получава тези земи като федерат на Западната Римска империя и известно време управлява в мир.
През 463 г. в Орлеан, заедно с римския генерал Егидий (на английски: Aegidius), побеждава визиготите и спира тяхното настъпление нагоре по бреговете на р. Лоара. След смъртта на Егидий, Хилдерих подпомога граф Павел от Анже (наследник на Егидий), в борбата му с готите на Одоакър. Той пристига в околностите на Анже, ден след като градът е паднал. Хилдерих атакува и побеждава готите, възвръщайки си града, но Павел умира в битката. Той последва оцелелите след битката до Атлантическото устие на Лоара, където ги избива.
Хилдерих умира през 481 и е погребан в Турне. Негов наследник е сина му Хлодвиг I.